# Euchlaena occantaria
Euchlaena occantaria là một loài bướm đêm trong họ Geometridae.